# Siestrzeńcewicz

Herb Siestrzeńcewicz

Herb Orański

Siestrzeńcewicz (Siestrzeniec) – polski herb szlachecki, według K. Niesieckiego i J. Ostrowskiego odmiana herbu Strzała.

## Opis herbu
Juliusz Karol Ostrowski blazonuje herb następująco:
W polu czerwonym strzała srebrna żeleźcem do góry bez opierzenia, w dole rozdarta w kotwicę, mieczem przekrzyżowana, końcem tego w prawo. W hełmie trzy pióra strusie. Labry czerwone, podbite srebrem.
Istniała odmiana herbu, określana jako Orański:
W polu czerwonym strzała srebrna żeleźcem do góry bez opierzenia, w dole rozdarta w kotwicę. W hełmie trzy pióra strusie. Labry czerwone, podbite srebrem.

## Herbowni
Osiem rodzin herbownych:
Bohusz (Bohusz-Siestrzeńcewicz), Kuczuk, Norucki, Siestrzeńcewicz (Siestrzeńcewicz-Bohusz), Szymkiewicz, Zankowicz, Zienkiewicz, Zienkowicz.
Seweryn Uruski wymienia rod herbownych - Dochtorowicz (cz. Doktorowicz).
Orański to herb własny rodziny pochodzenia litewsko-ruskiego Wojnów-Orańskich (Woyna-Orański cz. Orański).

### Znani herbowni
- Kuczuk, dworzanin pokojowy u Władysława Jagiełły.
- Stanisław Bohusz Siestrzeńcewicz, pierwszy w historii arcybiskup mohylewski od 1783 i metropolita wszystkich kościołów rzymskokatolickich w Imperium Rosyjskim od 1798, zm. 1826.
- Bolesław Bohusz-Siestrzeńcewicz, kalwinista, pułkownik rosyjskiej artylerii, generał brygady Wojska Polskiego, zm. 1940.
- Stanisław Bohusz-Siestrzeńcewicz (1869-1927) malarz, rysownik, ilustrator książek i czasopism, współtwórca kabaretu literackiego „Ach”, działającego w Wilnie w latach 1908-14, wykładowca na Wydziale Sztuk Pięknych Uniwersytetu Stefana Batorego w Wilnie.
- Stefan Bohusz-Siestrzeńcewicz (1872-1940) wileński architekt i akwarelista.